# 27.ª División (Ejército Popular de la República)
La 27.ª División, conocida por el sobrenombre de «La Bruja», fue una unidad militar que luchó durante la guerra civil española en los frentes de Aragón, del Segre y del Ebro, formada a partir de las columnas de milicianos comunistas organizadas en Cataluña durante los primeros días de la guerra. Inicialmente estuvo destinada en el frente de Aragón, donde tomó parte en las ofensivas de Huesca, Zaragoza y Teruel; con posterioridad estuvo presente en las batallas del Segre y el Ebro.

## Orígenes
Cuando en julio de 1936 estalló la Guerra civil, se formaron en Barcelona las primeras fuerzas para oponerse a los militares sublevados. Dichas fuerzas, formadas básicamente por voluntarios y milicianos, se agruparían en las columnas «Ascaso», «Lenin», «Durruti», «Ortiz», etc. Militantes de la UGT y el PSUC formaron otra columna, siendo artífices de su creación José del Barrio, Manuel Trueba y Gancedo —por eso inicialmente sería conocida como columna «Trueba-Del Barrio»—. Dicha columna estaba compuesta en sus inicios por 2.000 hombres, adoptando con posterioridad la denominación de columna «Carlos Marx». Salió de Barcelona en dirección a Aragón el 25 de julio de 1936.
Tras la fundación del Ejército Popular de la República las columnas milicianas acantonadas a lo largo del Frente de Aragón fueron militarizadas y reorganizadas en nuevas unidades: los hombres de la columna «Carlos Marx» finalmente pasaron a formar la nueva 27.ª División. La nueva unidad quedó constituida por tres brigadas mixtas, la 122.ª, la 123.ª y la 124.ª, cada una con cuatro batallones de cinco compañías cada uno. En cada brigada agregaban además, unidades de artillería y de caballería. Una de sus más conocidas unidades fue el 1.er batallón de la 122.ª BM, denominado batallón de choque «la Bruja». De la división se hizo cargo Manuel Trueba Mirones, del PSUC, con Felipe García-Guerrero Matas como comisario político. Los jefes de cada una de las Brigadas mixtas eran el mayor Marcelino Usatorre (122.ª BM), el mayor Enrique Oubiña (123.ª BM) y el teniente coronel Alfredo Semprún (124.ª BM). La jefatura de Estado Mayor recayó en el mayor Eligio de Mateo Sousa.

## Historial de operaciones

### Frente de Aragón
A comienzos de junio de 1937 la 27.ª División fue integrada dentro del recién creado XI Cuerpo de Ejército. Poco después tomaría parte en la fracasada ofensiva de Huesca, si bien durante las operaciones logró ocupar Sangarrén y Almuniente (28 de junio). En el mes de julio la unidad se desplegó por Ontiñena, Fraga y Candasnos, hasta llegar a Alcañiz.
Con posterioridad sus fuerzas pasaron a constituir la Agrupación «A» del ejército republicano que tenía previsto lanzar una ofensiva contra Zaragoza. La ofensiva comenzó el 24 de agosto y los efectivos de la división tenían por objetivo tomar la población de Zuera, debiendo superar el obstáculo natural que era el río Gállego. Con ello, buscaban cortar la carretera Huesca-Zaragoza y el posible envío de refuerzos. Aunque los republicanos lanzaron varios asaltos contra Zuera, todos ellos resultarían infructuosos. Debido a este fracaso el mayor de milicias Trueba sería destituido como jefe de la división y sustituido por el mayor de milicias José del Barrio.
A finales de septiembre sería destinada para participar en la ofensiva de Biescas, en el frente de Huesca. Sus fuerzas lograrían ocupar Lasieso, Layés y Castillo de Lerés, dejando aisladas a las fuerzas sublevadas de Jabarrella. El 23 de septiembre, avanzó hacia Orna y ocupó esta población, además de Arto e Ibort. Más tarde luchó en Sabiñánigo, pero sus fuerzas, bastante mermadas tuvieron que ser relevadas por la 43.ª División. Hacia el 29 de diciembre se encontraba en Fraga, reponiéndose de sus pérdidas.
La unidad fue destinada al frente de Teruel a comienzos de 1938 y destacó en la recuperación de la posición «Las Celadas», durante la batalla de Teruel. A finales de mes tomaría parte junto a la 66.ª División en la ofensiva republicana contra Singra, que buscaba el corte de la carretera entre Calatayud y Singra (el 30 de enero del 1938). En el transcurso de las operaciones ocuparía la zona de Villarquemado a Monreal del Campo, si bien sufrió un importante desgaste frente a las fuerzas franquistas. Más tarde se vería envuelta en la Batalla del Alfambra, si bien sus desgastados efectivos prácticamente no vieron acción. A partir de marzo de 1938 se desplomó el frente de Aragón y la División salió del territorio a principios de abril. Logró resistir en Corbera, debiendo cruzar el río Ebro junto al resto de unidades republicanas.

### Cataluña y el Ebro
En mayo de 1938 tomó parte en la ofensiva de Balaguer, ocupando la zona de Os de Balaguer, hasta la confluencia del Segre con el Noguera Pallaresa. El 22 de mayo las unidades de la división lucharon en la defensa del Tossal de Dios, en Balaguer, el cual fue perdido el 27 de mayo, volviendo a posiciones previas al ataque republicana.
Al principio de la batalla del Ebro la división se encontraba como reserva del Ejército del Ebro, desplegando sus fuerzas en la zona de Cervera y Tàrrega. Fue enviada a la otra orilla del Ebro, relevando el 6 de agosto a los efectivos de la castigada 35.ª División Internacional frente a Villalba de los Arcos. El 13 de agosto fue trasladada al sector de Gandesa, donde tendrá una destacada actuación ese mismo día que se saldará con una gran cantidad de bajas. El 14 de septiembre, después de encarnizadas luchas en el vértice Gaeta, los restos de la 27.ª División cruzaron el río, quedando en la retaguardia mientras repone sus graves bajas.
Con la Campaña de Cataluña la división, como el resto del Ejército Popular tiene que retirarse ante la aplastante superioridad franquista. Las elevadas bajas que sus brigadas sufrieron durante la batalla del Ebro que impedirían su participación en combate. Después de una larga retirada, la división cruza la frontera por el paso de la Vajol el día 8 de febrero de 1939. El comandante de la división, Marcelino Usatorre, también lo hace el 9 de febrero y es internado en el campo de Saint Cyprien.

## Mandos
Comandantes
- Mayor de milicias Manuel Trueba Mirones;[15]
- Mayor de milicias José del Barrio Navarro;[16]
- Mayor de milicias Marcelino Usatorre Royo;[17]

Comisarios
- Felipe García-Guerrero Matas, del PSUC;[18]
- César Abis Gundián, del PCE;[19]

Jefes de Estado Mayor
- Comandante de Infantería Eligio de Mateo Sousa;[1]
- Mayor de milicias Manuel Colinas.

## Orden de batalla
| Fecha         | Cuerpo de Ejército adscrito | Frente de batalla | Brigadas mixtas integradas |
| Junio de 1937 | XI Cuerpo de Ejército       | Huesca            | 122.ª, 123.ª, 124.ª        |
| Enero de 1938 | XXI Cuerpo de Ejército      | Teruel            | 122.ª, 123.ª, 124.ª        |
| Mayo de 1938  | XVIII Cuerpo de Ejército    | Segre             | 122.ª, 123.ª, 124.ª        |